# 澤口愛華
澤口愛華（日语：／ Sawaguchi Aika */?，2003年2月24日—）是日本女藝人及寫真偶像，為偶像團體dela前成員（五期生），所屬經紀公司為INCENT。出生於名古屋市，血型A型，身高155公分，三圍88 - 60 - 85 cm（F罩杯）。

## 人物
- 有一個弟弟。
- 特長是排球和籃球，東亞書法是三段。曾經在小學時在名古屋贏得了籃球錦標賽。
- 最欣賞的女演員是高畑充希，夢想有一天能在工作中見面。
- 認為自己最有魅力的是眼睛。
- 從很小的時候就夢想成為一名演員，並為dela（日语：dela）試鏡。
- 喜歡媽媽做的蛋包飯，不擅長吃辣。

## 經歷
2017年14歲時參加家鄉名古屋的美少女選拔賽奪冠，加入當地偶像組合dela作為5期生出道。
2018年7月參加「Miss Magazine 2018」擊敗2893人得到冠軍。
2019年3月講談社發行了她的第一本寫真集“でらあいか”。在Oricon周榜中排名第5。
2020年9月宣布於偶像團體dela畢業。
2020年10月發行的第二本寫真集“背伸び”在亞馬遜圖書銷量排行榜中名列第1。
2021年3月獲得「封面女郎大賞」的4冠，包括總冠軍、漫畫部門、寫真部門、10代部門。
2021年3月離開dela，並在推特上表示將從4月開始作為自由職業者繼續自己的娛樂生活。

## 演出

### 電視
- 名古屋行き最終列車（名古屋電視台）
- 爆走ロケハンター（東京都會電視台）
- 出租女友（2022年7月3日 - 9月25日，朝日放送電視台・朝日電視台）飾演：櫻澤墨

### 舞台
- 你遭難了嗎？舞台劇（2018年11月7日 - 11日、新宿シアターブラッツ） - 主演・鬼島譽 [10]

### 無線電台
- dela ding dong!（東海電台）
- delaの今夜もけったこぐ（CBC電台）
- 三州瓦presents dela stream（@FM）
- アッパレやってまーす! 水曜日（2021年10月13日 - 、MBS電台）[11]

### 廣告
- FIT HOUSE
- キョウワグループ

## 書籍

### 雑誌
- 週刊少年マガジン（表紙）[12][13][14]
- 週刊ヤングマガジン（表紙）[15]
- 月刊ヤングマガジン（表紙）[16][17]
- FRIDAY（表紙）[18]
- 週刊少年チャンピオン（表紙）
- ヤングチャンピオン（表紙）[19]
- 別冊ヤングチャンピオン（表紙）[20]
- 週刊プレイボーイ（巻頭）[21]
- BOMB（巻頭）[22]
- BRODY（巻頭）[23]
- 週刊アスキー（巻頭）
- アームズマガジン（巻頭）
- 『週刊プレイボーイ』[24]

### 寫真集
- でらあいか（2019年3月27日、講談社、撮影：LUCKMAN） ISBN 978-4065150283[25] - オリコン週間ランキング第5位[4]
- 背伸び（2020年10月28日、講談社、撮影：Takeo Dec.） ISBN 978-4065218136[26]

### 月曆
- 沢口愛華 2020年カレンダー（2019年、わくわく製作所）[27]
- 沢口愛華 2021年カレンダー（2020年11月7日、わくわく製作所）[28]

## 外部連結
- 沢口愛華 （页面存档备份，存于） - インセント
- 沢口愛華的X（前Twitter）
- 沢口愛華的Instagram帳戶
- 沢口愛華的TikTok
- 沢口愛華的SHOWROOM專頁
- 沢口愛華のオフタイム （页面存档备份，存于） - ニコニコチャンネル